# Wakeboard

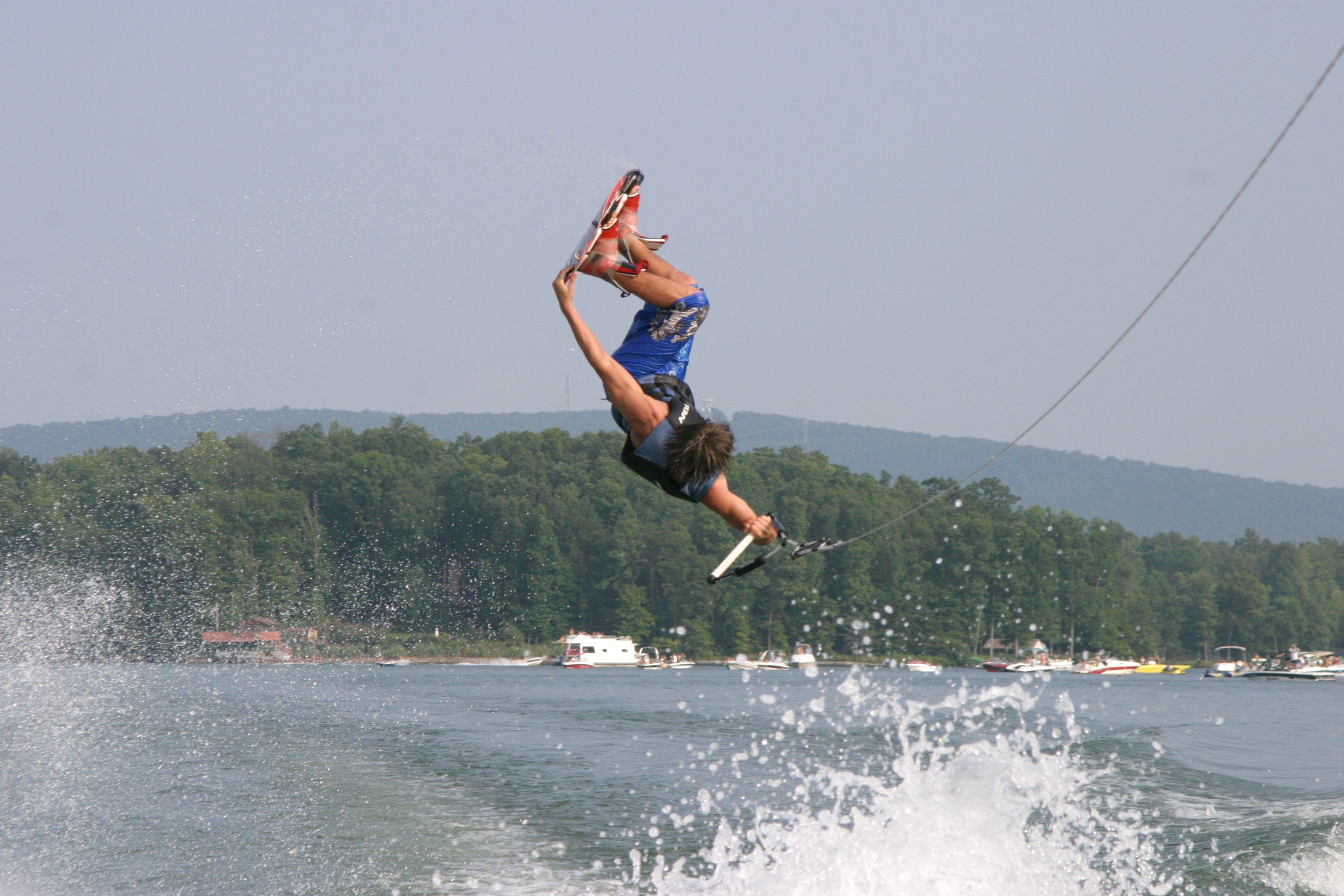
Wakeboardåkare.

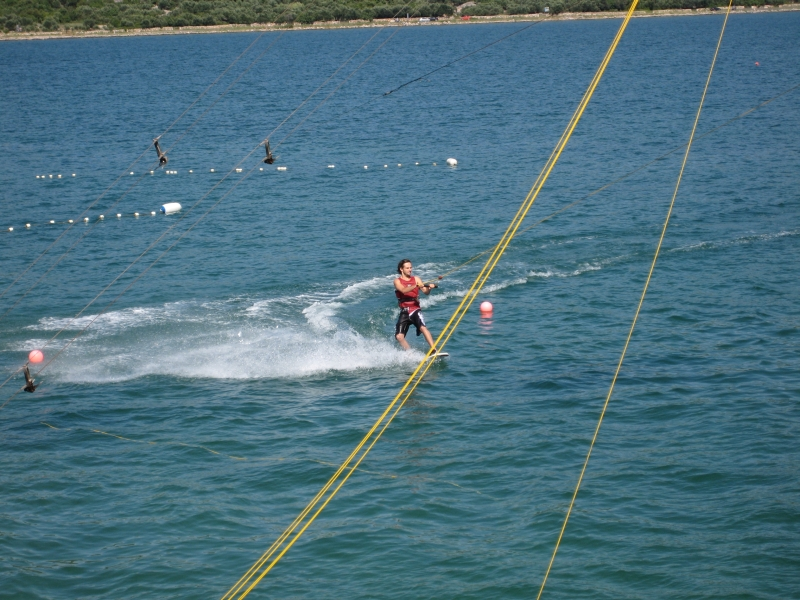
Wakeboard på ön Krk mellan städerna Punat och Krk, Kroatien.

Wakeboard är en brädsport i stil med skateboard, snowboard och longboard men underlaget är vatten i stället för asfalt eller snö.
"Wake" syftar på båtens svallvåg. Alltså blir wakeboard bokstavligen "svallvågsbräda" på svenska.
Det kan även beskrivas som en kombination av vattenskidor, surfing och snowboard. Åkaren står på en bräda med bindningar av "snowboard-modell" och dras med lina bakom en båt. Brädan styrs dels genom hur man riktar den (den har fenor undertill) dels genom hur kanterna skär vattenytan. I och med dessa styrmetoder kan åkaren passera långt utanför svallvågen, ta sats, och i snabb takt åka in mot densamma och hoppa, volta och utföra diverse konster. Vågen utgör åkarens "trampolin" kan man säga.
I Europa och numer även i USA har wakeboarding och wakeskating i kabelbana (Wakeboard Cable Parks) utvecklats. En "cable-park" är förenklat en skidlift-liknande anläggning på 500 - 850 meters längd runt en sjö eller annan vattenyta, där åkaren dras med ett handtag fäst i en vajer -en kabelbana - som kan ställas in med variande hastigheter. I takt med större fokus på miljöfrågor, kostnadshinder att åka efter båt, olika lagstiftning med avseende på nyttjande av vattenytor osv. kommer "cable-parks" troligen att utvecklas ytterligare. I Europa finns idag ca 68 i Tyskland, 16 i Holland, i närområdet 2 i Danmark och Norge respektive och en i Finland. Det finns en park bredvid Arlanda.
Wakeboardtrick kan grovt indelas i 3 huvudgrupper: a) "inverts" (olika typer av volter), b) "spins" (olika typ av rotationstrick) och c) "ralys" (olika typer av "flygningar" på hög höjd). I tävlingssammanhang har wakeboarden anammat skateboardens och snowboardens arrangerade parker och har numer även olika sliders (rails), curbs, fun-boxes mm flytande i banan. Således olika typer av "hinder" i banan, vilka åkaren kan åka upp på och utföra olika varianter av trick. Av denna anledning kallas dessa "obstacles" i tävlingssammanhang.
Ett exempel på ett enkelt wakeboard-trick är en 180 när wakeboard-åkaren vänder brädan 180 grader. 
I princip finns alla trick inom till exempel snowboard representerade inom wakeboarding, dock så har de fått andra namn, såsom tantrum, scarecrow, KGB, Skeezer eller O-H-H osv. "Standardvolter" hos mer tävlingsinriktade åkare är "backroll", "frontroll", "tantrum" (Heelside bakåtvolt) och "scarecrow" (frontroll med 180). Terminologin liknar mycket den hos de andra brädsporterna. 
Brädorna är kortare än snowboard-brädor, ungefär 130–147 cm långa och som högst ca 45 cm breda.
Under brädorna finns fenor, både ingjutna och löstagbara, som bidrar till ett bättre grepp mot vattnet.
Böjningen av wakeboarden kallas rocker, och delas in i ett antal olika typer. De vanligaste är continous rocker, 3-stage-rocker, progressive rocker samt blandningar av dessa.
Wakeskate är en brädsport på vatten mer i stil med skateboard men här används en ännu mindre bräda än Wakeboarden. En wakeskate har inga bindningar, utan åkaren står på brädan antingen barfota eller med (ofta speciella) skor. Brädans yta är ofta täckt med "grip-tape" eller annan "skrovlig" yta för att åkaren skall kunna stå kvar. Tricklistan på Wakeskate i tävlingsform är mer snarlik skateboarding och inom wakeskate förekommer normalt inte "inverts" (volter)eller "mobes" (kombination av volt och spins), av förklarliga skäl- eftersom åkaren inte "sitter fast" på brädan med bindningar.
Både wakeboard och wakeskate nyttjar "grips", dvs. olika sätt att greppa brädan på vid hopp, volter och i kombinationer med andra trick.
I tävlingssammanhang är wake-sportena tämligen "unga", Wakeboard (och Wakeskate) kom till Sverige först 1995, då den första riktiga tävlingen anordnades i Norrtälje. Sedan dess har Svensk Wake utvecklats mycket och också medfört internationella framgångar för många svenska åkare. Eliten inom svensk wakeboard och wakeskate kompletterar ofta den relativt korta vattensäsongen i Sverige med träning utomlands, främst USA, Spanien och Thailand.
Svenska Vattenskid- & Wakeboardförbundet är det idrottsförbund som organiserar och samlar wakeboard- och wakeskateåkare i idrottsliga termer. SVWF har också ett Riksidrottsgymnasium för dessa sporter. Gymnasiet startade 1999 och är beläget i Fagersta.
Sverige är, trots begränsad säsong och relativ kalla vatten, en i förhållande till sin blygsamma storlek framgångsrik wakeboard- och wakeskatenation. Åkare som Caroline Jansson (världsmästare 1999–2000), Robert Gustafsson (EM-Brons wakeskate 2006), Filippa Günther (VM-brons 2007), Ted Forslund (EM-brons Wakeskate 2007), Michaela de Waern (EM-guld 2008-2009 och VM-silver 2009) samt Caroline Djupsjö (EM-guld 2009-2010 och VM-silver 2010) är några exempel på åkare som satt Sverige på den internationella tävlingskartan.

## Wakeboardbåtar
Wakeboard går att åka efter i stort sett alla båtar som orkar dra åkaren i tillräcklig hastighet för att erforderlig bärighet skall uppnås. För att mer komplicerade trick skall kunna utföras krävs dock att åkaren får tillräcklig höjd i upphoppet vilket i sin tur kräver en stor våg. Vid åkning på högre nivå och vid tävling används därför i stort sett uteslutande båtar specialbyggda för ändamålet. Liksom fallet är med vattenskidbåtar byggs de flesta specialiserade båtarna i USA. Några nämnvärda tillverkare av wakeboardbåtar är Correct Craft (Air Nautique), Malibu, Supra och Mastercraft. Båtarna har V8-motorer med effekter på ca 300 hk och uppåt. Det som kanske mest karaktäriserar en wakeboardbåt till utseendet är den höga metallbåge som är monterad rakt över båten en bit framför båtens centrum. I denna båge fästs linan som drar åkaren, detta för att få en högre fästpunkt för att undvika att åkaren dras nedåt av linan när denne är i luften. Ofta sitter även tillbehör fästa i bågen såsom hållare för wakeboards, ljudsystem och belysning. En wakeboardbåt har normalt inbyggda tankar som går att fylla med vatten genom ett pumpsystem där vatten kan pumpas in och ut ur båten. En modern wakeboardbåt kan tyngas med nära 1 ton vatten denna väg, för att pressa ned skrovet i vattnet och därmed skapa större våg för åkarna att nyttja som "tramoplin". Vissa modeller har även ytterligare hjälpmedel för att forma och öka storleken på svallvågen till exempel Malibus "Wedge" eller Correct Crafts "hydrogate".